# Itame flavicaria
Itame flavicaria är en fjärilsart som beskrevs av Alpheus Spring Packard 1876. Itame flavicaria ingår i släktet Itame och familjen mätare. Inga underarter finns listade i Catalogue of Life.